# Arthur B. Rubinstein
Arthur B. Rubinstein (* 31. März 1938 in Brooklyn, New York City; † 23. April 2018) war ein US-amerikanischer Komponist.

## Leben
Arthur B. Rubinstein war der Enkel des Klarinettisten Naftule Brandwein. Er wuchs in New York City auf und studierte nach seinem Abschluss an der High School of Music & Art Musik an der Yale University, wo er seinen Bachelor erhielt. Seine Anfänge als Komponist machte er am Broadway, wo er die Musik zu Theater- und Musicalaufführungen schrieb.
Seit 1980 lebte er in Los Angeles, wo er sich als Filmkomponist etablieren konnte. Sein Markenzeichen war symphonische Synthesizer-Musik. Vor allem lieferte er die Musik für die meisten Filme des Regisseurs John Badham, darunter für Das fliegende Auge, WarGames – Kriegsspiele, Auf die harte Tour, Die Nacht hat viele Augen und seinen Nachfolger Die Abservierer sowie Gegen die Zeit. Für seine Komposition an der Fernsehserie Agentin mit Herz gewann er 1986 einen Emmy.
Rubinstein bildete mit Anthony Marinelli, Brian Banks und Cynthia Morrow die Band The Beepers. Gemeinsam produzierten sie unter anderem Songs für den Film Wargames – Kriegsspiele.

## Filmografie (Auswahl)
Film
- 1978: Heut beklau’n wir unsere Bank (The Great Bank Hoax)
- 1981: Der Millionen-Dollar-Junge (On the Right Track)
- 1981: Ist das nicht mein Leben? (Whose Life Is It Anyway?)
- 1982: Auf einmal ist es Liebe (Not Just Another Affair)
- 1983: Das fliegende Auge (Blue Thunder)
- 1983: WarGames – Kriegsspiele (WarGames)
- 1985: Kopfüber in Amerika (Lost in America)
- 1986: Rocket Man (The Best of Times)
- 1987: Die Nacht hat viele Augen (Stakeout)
- 1987: Flashpoint Mexico (Love Among Thieves)
- 1991: Auf die harte Tour (The Hard Way)
- 1991: Blinder Hass (Line of Fire: The Morris Dees Story)
- 1991: Mörderische Freundschaft (Fatal Friendship)
- 1991: Ungewisse Liebe (Crazy from the Heart)
- 1993: Caught in the Act
- 1993: Die Abservierer (Another Stakeout)
- 1993: Gold vor Gibraltar (Les audacieux)
- 1995: Gegen die Zeit (Nick of Time)
- 1996: Ein tödlicher Coup (Dead Man’s Island)
- 1997: Sarah und das Wildpferd (The Princess Stallion)
- 2000: Gnadenloses Duell (The Last Debate)
- 2002: Der Tod kennt keine Freundschaft (Face Value)

Serie
- 1978–1979: Die liebestollen Stewardessen (Flying High, fünf Folgen)
- 1982–1983: Frank Buck – Abenteuer in Malaysia (Bring ’Em Back Alive, 15 Folgen)
- 1983–1987: Agentin mit Herz (Scarecrow and Mrs. King, 50 Folgen)